# Verlag an der Isenburg

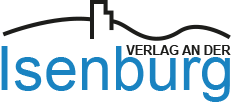
Das Logo des Verlags an der Isenburg

Der Verlag an der Isenburg verlegt christliche Literatur sowie Materialien für die Gemeindearbeit. Er hat seinen Sitz in Bendorf/Rhein in Rheinland-Pfalz.

## Geschichte
Der Verlag an der Isenburg wurde 1986 als Gesellschaft mit beschränkter Haftung in Isenburg von Ruth und Emil Maier gegründet. Geschäftsführerin war Ruth Maier. 1999 zog der Verlag nach Bendorf um. Im Jahr 2009 übernahm die Tochter der Firmengründer, Bianka Maier, die Geschäftsführung. Unter ihrer Führung entstanden viele weitere Longseller, der Onlineshop sowie der Lagerverkauf. Benannt wurde der Verlag nach der Gemeinde Isenburg in Westerwald. In Anlehnung an die Ruine der Isenburg trägt der Verlag, wie auch das Wappen der Ortsgemeinde, eine Burg in ihrem Emblem. 2016 feiert der Verlag 30-jähriges Jubiläum.

## Zweck/Verlagsprogramm
Der Verlag an der Isenburg ist in erster Linie ein Anbieter für Produkte mit christlichem Hintergrund. Hierzu zählen hauptsächlich sowohl Kirchen-, Geschenk- und Kinderbücher als auch Bilderbänder. Ein grundlegendes Anliegen ist hier auch die Vermittlung christlicher Werte, vor allem an Kinder und Jugendliche. Angeboten werden Materialien sowohl für evangelische als auch für katholische Gemeinden. Viele bekannte Autoren wie Ilse Schweizer, Anselm Grün, Hanns Dieter Hüsch, Phil Bosmans, Dietrich Bonhoeffer, Jörg Zink, Elli Michler, Christa Spilling-Nöker veröffentlichen seit Jahren in den beliebten Bildbänden ihre Texte. Zudem werden in Kooperation mit verschiedenen Künstlern, wie zum Beispiel Anne Fischer, eigene Auslegungen der jeweiligen Jahreslosungen konzipiert.